# Tegeler See
Il Tegeler See (letteralmente: «lago di Tegel») -, il secondo lago berlinese per superficie, è una lunga insenatura del fiume Havel alla cui sinistra orografica si estende verso nord-est nel quartiere di Tegel, a distanza di pochi chilometri dall'aeroporto omonimo.
Sei delle sette isole vengono utilizzate da privati; l'isola di Scharfenberg, grande 20 ettari, ospita, fin dal 1922 una scuola con collegio.
Il lago è una delle zone più usate della città per sport acquatici, in particolare la vela.

Lago di Tegel
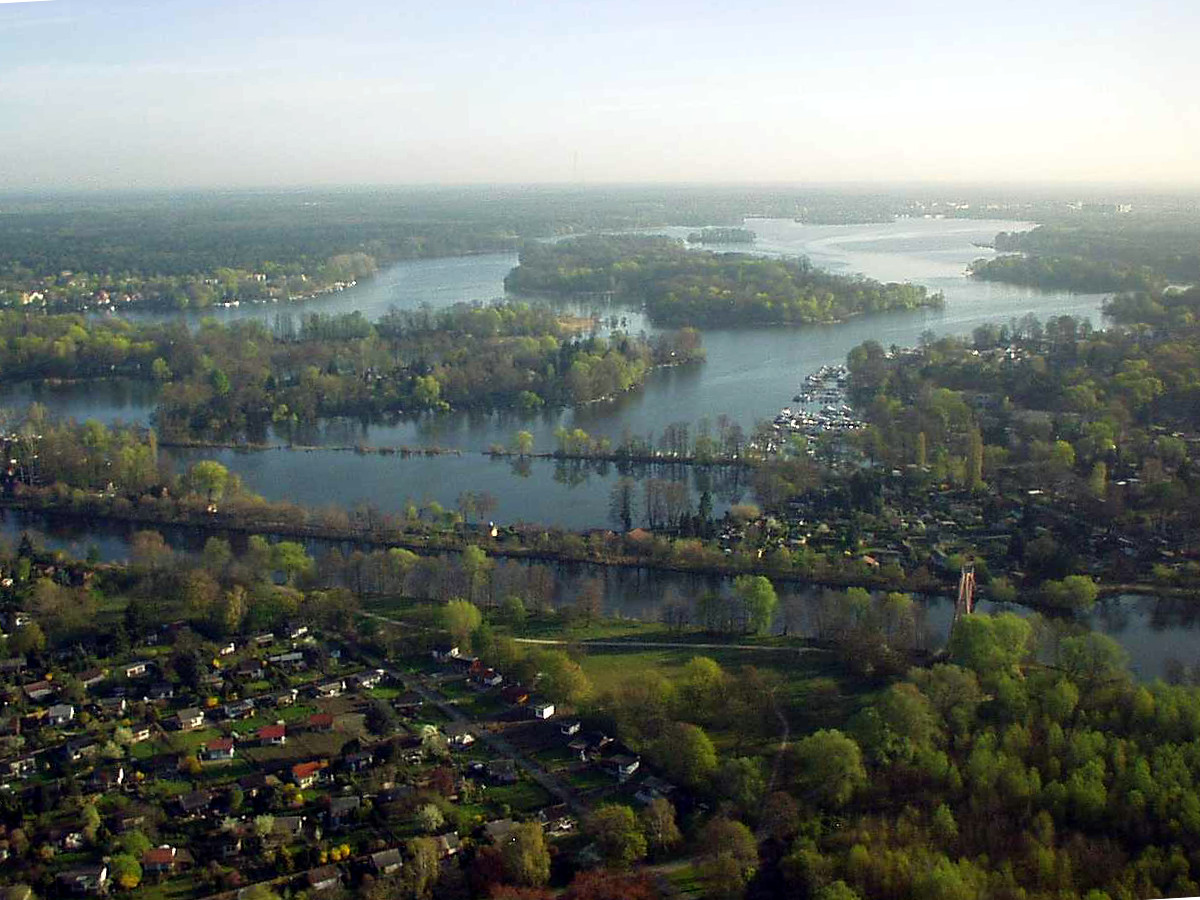
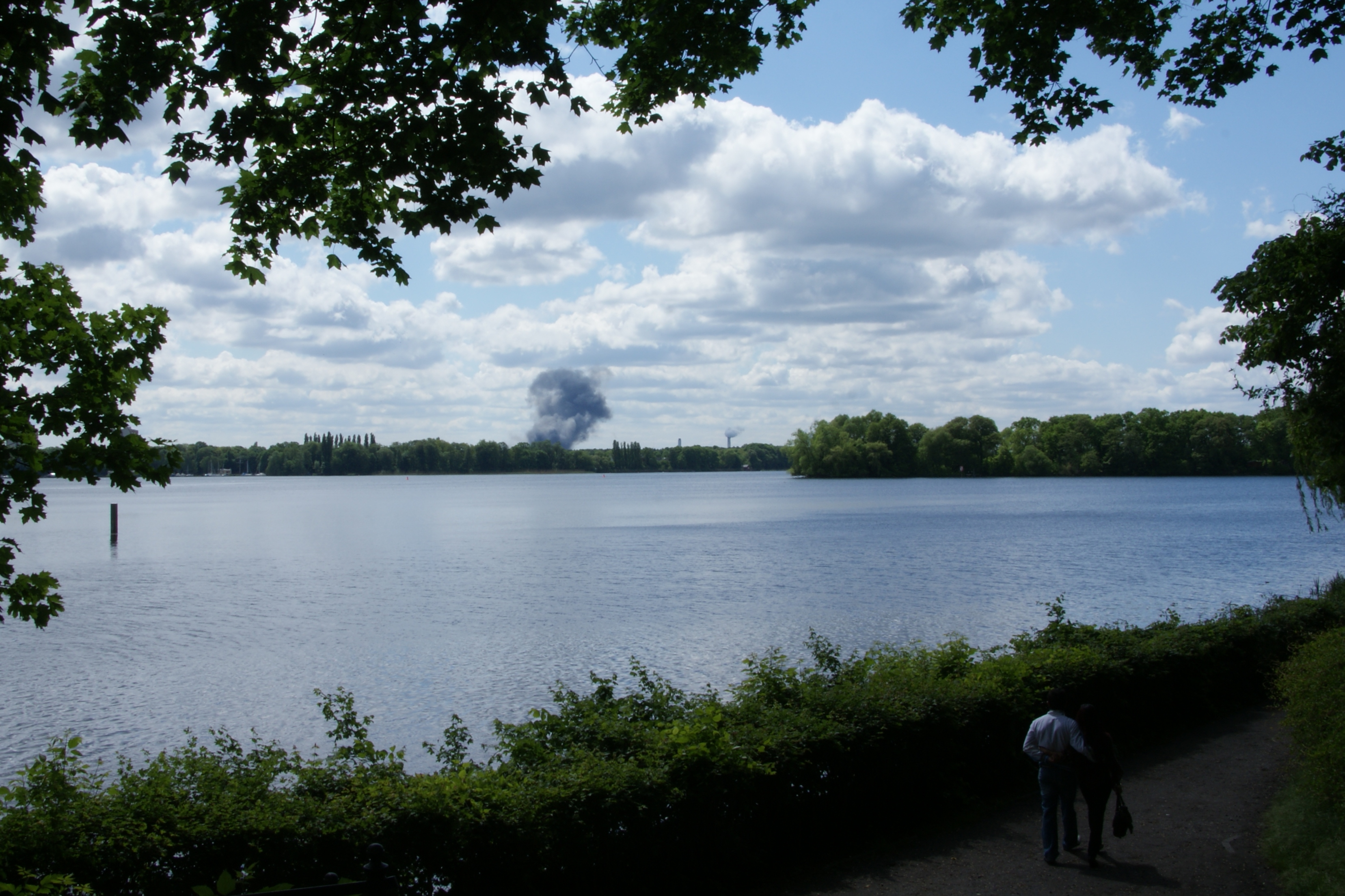
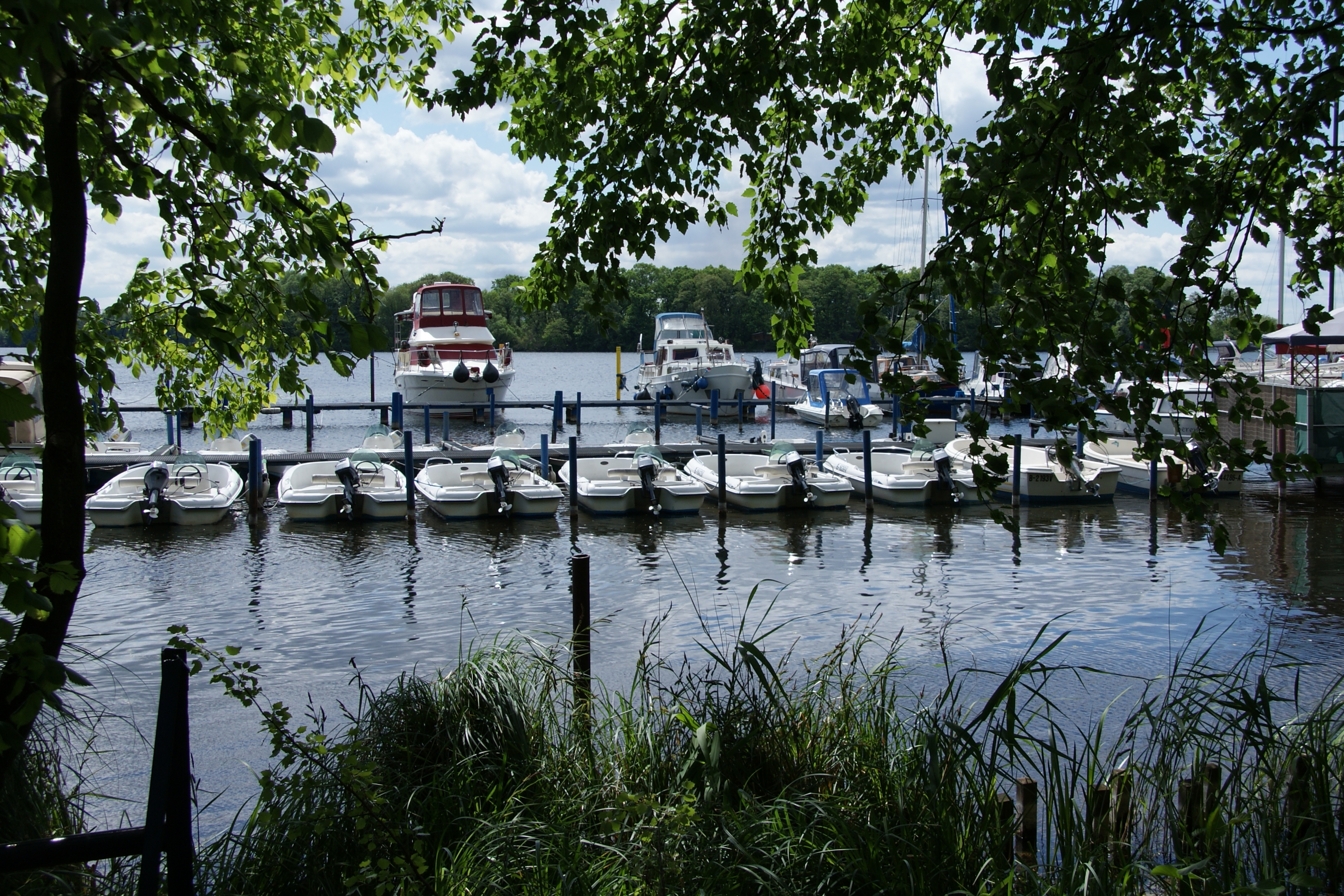
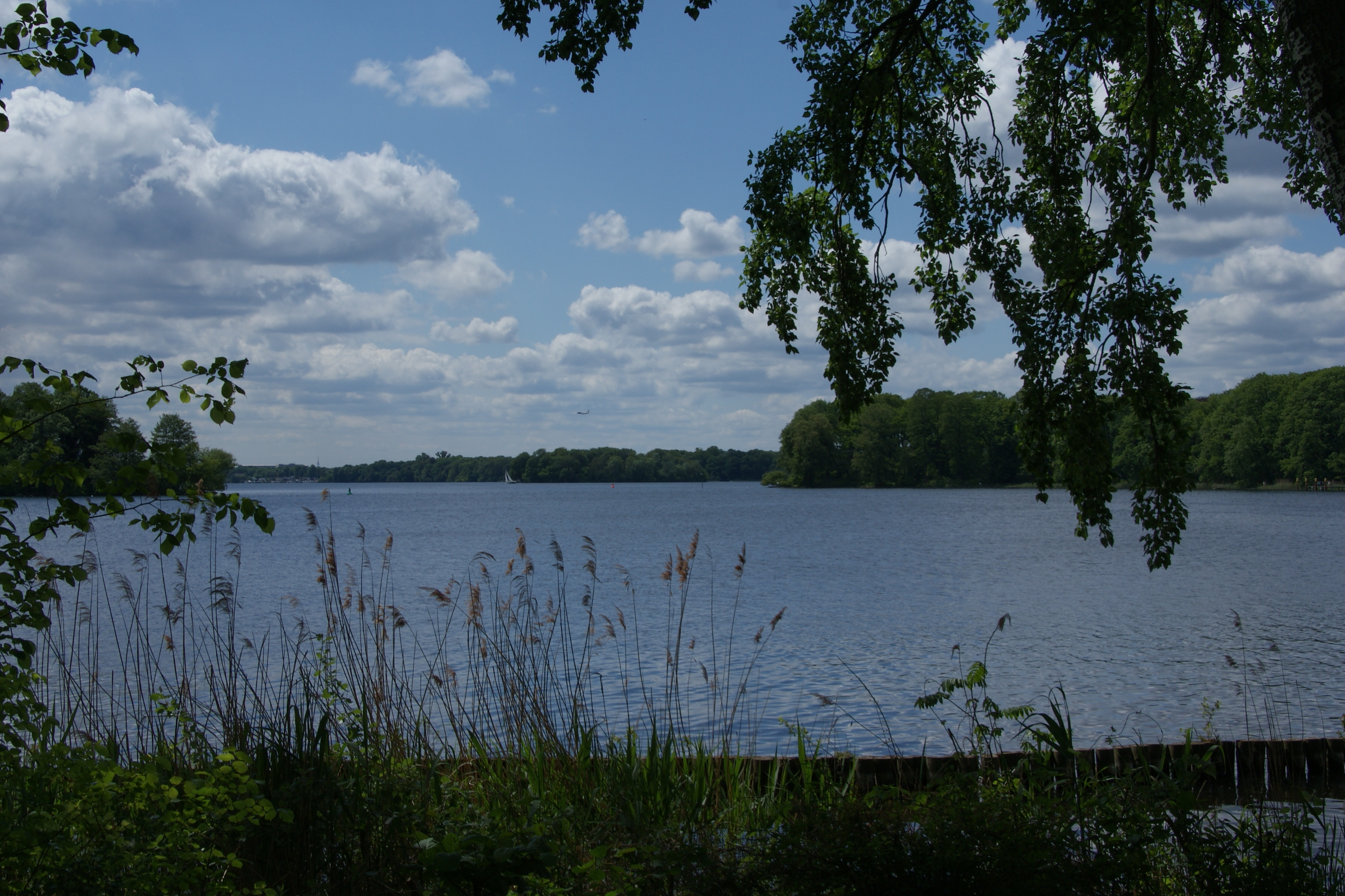